# Muharraq
Muharraq ou Al Muharraq est la deuxième ville de Bahreïn, sur l'île de même nom. Elle servit de capitale jusqu'en 1923.
Le territoire de la commune accueille l'aéroport international de Bahreïn qui dessert l'actuelle capitale Manama. 

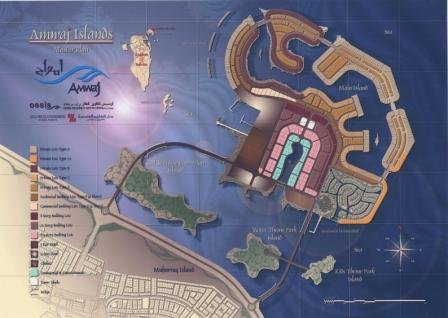
Plan des Amwaj Islands.